# Torfinn Nag

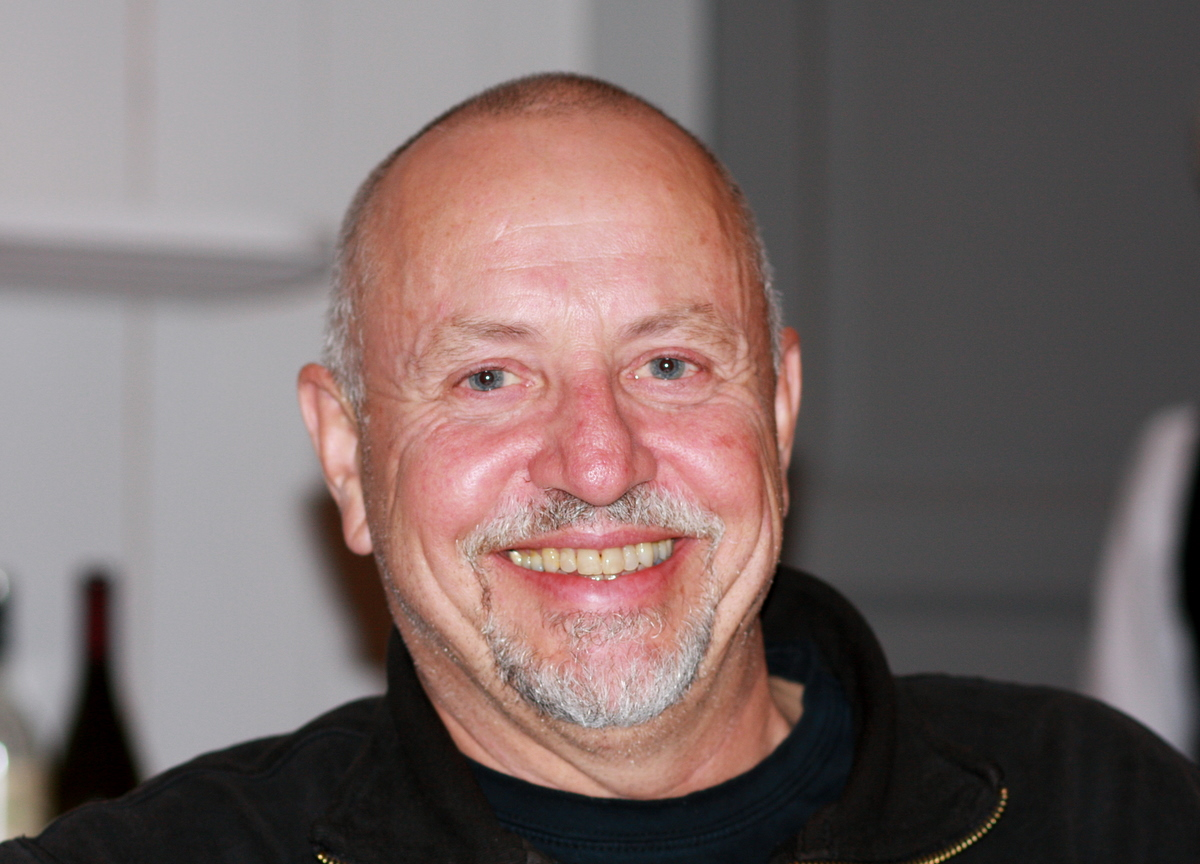
Torfinn Nag in Sogndalstrand, 2010.

Torfinn Nag (* 7. Januar 1956 in Madla bei Stavanger, Norwegen) ist ein norwegischer Schauspieler und Regisseur.

## Werdegang
Nag ging nach seiner Schulausbildung an die Statens teaterhøgskole (Staatliche Theaterhochschule) in Oslo, wo er eine Schauspielausbildung absolvierte. Danach ging er von 1983 bis 1986 an das Rogaland Teater und von 1986 bis 1989 war er am norwegischen Fjernsynsteater (Fernsehtheater) tätig, sowie von 1990 bis 1991 am Det Norske Teatret. Insgesamt arbeitete Nag über 28 Jahre als Theaterschauspieler und Theaterregisseur an verschiedenen Theatern in ganz Norwegen und in unzähligen Theaterstücken, Revuen, Musicals sowie an diversen Theatershows. Nag ist außerdem auch als Filmschauspieler in mehreren norwegischen Film- und Fernsehproduktionen tätig. Des Weiteren war er auch als Drehbuchautor und Regisseur für verschiedene Fernsehserien tätig.

## Filmografie (Film und Fernsehen)

### Schauspieler
- 1987: Fri (Fernsehfilm)
- 1987: Tartuffe (Fernsehfilm)
- 1987: Colaengelen (Fernsehfilm)
- 1988: Til lykke med dagen (Fernsehfilm)
- 1988: Straffe (Fernsehfilm)
- 1988: Overgivelse (Fernsehfilm)
- 1988: Fysikerne (Fernsehfilm)
- 1989: ...av hensyn til rikets sikkerhet (Fernsehfilm)
- 1989: De hvite bussene
- 1989: Bryllupsfesten
- 1989: Himmelplaneten  (Fernsehserie)
- 1990: Herman und der König von Belgien (Herman)
- 1991: Fedrelandet (Miniserie)
- 1992: I lånte fjær (Spielfilm)
- 1993: Fortuna (Fernsehserie)
- 1996: Maja Steingesicht (Maja Steinansikt)
- 1996–1998: Familiesagaen De syv søstre (Fernsehserie)
- 2001: Olsenbandens første kupp (Weihnachtsserie)
- 2003: En Folkefiende
- 2004: Nettopp nå (Fernsehserie)
- 2004: Taperaksje (Fernsehserie)
- 2004: Monsterthursday - Wellenlängen (Monstertorsdag)
- 2009: Opptur
- 2014: Generasjon 2.0
- 2014: Mammon (Fernsehserie)
- 2016: The King’s Choice – Angriff auf Norwegen (Kongens nei)
- 2019: Hjelperytteren
- 2019: Kommissar Wisting (Wisting, Fernsehserie)
- 2020: Blutiger Trip (Bloodride, Fernsehserie)
- 2022: Narvik

### Regisseur
- 2002: Far og sønn (Fernsehserie im TV 2)
- 1998–2003: Hotel Cæsar (Seifenoper)
- 2004: Kodeord: Pølse (Kurzfilm, Sandnes Kino)
- 2006: One road (Kurzfilm)
- 2008: Andra avenyn von Peter Falck (Schwedische Fernsehserie im SVT 1)

### Drehbuchautor
- 1998: Hotel Cæsar – Dialogbuch- und Drehbuchautor

## Regie am Theater
- 1995: Drillos – alt for Norge! (Jugendtheater mit Kristoffer Joner und Stian Kristiansen beim Rockklub Checkpoint Charlie)
- 1997–2000: Sluppefolket von Alfred Hauge (auf den jährlichen Utvandrerfestivalen im Stavanger Havn)
- 1998: Die Brüder Löwenherz von Astrid Lindgren (Rogaland Teater, Kindertheater)
- 1999–2000: Milleniumsshow zum Stavanger Torg
- 2000: Skremt fra gjemselen (Revue mit Per Inge Torkelsen und Steinar Lyse auf dem Stavangeren Kultur- og revyscene (Stavanger Kultur- und Revuebühne))
- 2000: Kom tilbake, Gabriel (finnisch: Gabriel, tule takaisin; deutsch: Gabriel, komm zurück) von Mika Waltari (Rogaland Teater)
- 2001: Nei takk, begge deler (Nein danke, wir beide) von Michael Frayn (Rogaland Teater, Gastspiel vom Teatret Vårt in Molde)
- 2001: Jubileumforestilling (Jubiläumsveranstaltung) von Arne Garborg (im Storstova på Jæren in Jæren)
- 2001–2005: Klokkene i Vammelsund (das jährliche Strandaspelet (Strandspiel) in Sogndalsstrand)
- 2002: Hjemkomsten (englisch: The Homecoming; deutsch: Die Heimkehr) von Harold Pinter (Rogaland Teater, Gastspiel des Den-Nationale-Scene-Theater)
- 2003: Gudlabadne te na mor von «Ajax» alias Andreas Jacobsen; (Rogaland Teater)
- 2003: One For the road (Noch einen letzten) von Harold Pinter (im Entre 13 vom Tou Scene in Stavanger)
- 2004: Skulle det dukke opp flere lik, er det bare å ringe … englisch: Busybody, deutsch: D'Putzfrau als Detektiv oder Katharina die Kühne von Jack Popplewell (Oslo Nye Teater, Centralteatret)
- 2004: Fame von David de Silva im Sola Kulturhus in Sola (Norwegen)
- 2005: Utlendingen (Der Ausländer) von Larry Shue (Oslo Nye Teater, Centralteatret)
- 2006: Hänsel und Gretel von Stuart Paterson (Den Nationale Scene, Store Scene)
- 2007: Harald Hårfagre von Erling Gjelsvik (Freilufttheater in Hafrsfjord)
- 2007: Begrav meg i Bergen (Begrabt mich in Bergen) von Gunnar Staalesen (Den Nationale Scene, Store Scene)
- 2008: To skilte menn (Geschiedene Männer) von Maria Lundberg (Sogn og Fjordane Teater)
- 2008: Lenden (Lars H. Lende) von Per Inge Torkelsen (Theatersaal im Rogaland Teater)
- 2009: Der Hausmeister (Vaktmeisteren) von Harold Pinter (Det Norske Teatret)
- 2009: Press Play (Musical), (Ny Musikal, Universitetet i Agder und Agder teater)
- 2009: Hårfagre von Erling Gjelsvik (Freilufttheater in Lundsneset)
- 2009: Nymalt (Studentenrevue auf Folken in Stavanger)
- 2010: Dyrene i Hakkebakkeskogen (Klaus Klettermaus) von Thorbjørn Egner (Den Nationale Scene, Neuinszenierung)
- 2010: Pinter møter Beckett (Pinter gegen Beckett), (Kjøkkenheisen og Sluttspill) im Nordland Teater
- 2010–2011: I gode og galne dager (In guten und an schlechten Tagen) von Philip LaZebnik und Kingsley Day, Stavangeren Kultur- og revyscene in Stavanger, Regie zusammen mit Pål Kvammen
- 2011: Bibi og Linn står opp på feil fot (Bibi und Linn auf dem falschen Fuß), Monologe von Franca Rame und Dario Fo im Haugesund Teater